# Stützstelle
Stützstelle ist ein Begriff aus der numerischen Mathematik. Man bezeichnet damit die Argumente von Funktionen, die für die weitere Rechnung benutzt werden. Verwendet wird der Begriff zum Beispiel bei der Interpolation oder auch der Numerischen Integration. Der zugehörige Funktionswert an der Stützstelle wird manchmal Stützwert genannt, das geordnete Paar aus Stützstelle und Stützwert heißt dann Stützpunkt.

## Beispiel
Man möchte die Funktion {\displaystyle f(x)=x^{2}} mittels drei gegebener Punkte interpolieren: A(0/0), B(1/1), C(2/4). Folglich haben wir hier drei Stützstellen, nämlich
{\displaystyle x_{0}=0}, {\displaystyle x_{1}=1}, {\displaystyle x_{2}=2}. Die zugehörigen Stützwerte sind {\displaystyle f(0)=0}, {\displaystyle f(1)=1} und {\displaystyle f(2)=4}, und die Stützpunkte sind {\displaystyle (0,0)}, {\displaystyle (1,1)} und {\displaystyle (2,4)}.